# (6145) Riemenschneider
Pour les articles homonymes, voir Riemenschneider.
(6145) Riemenschneider est un astéroïde de la ceinture principale.

## Description
(6145) Riemenschneider est un astéroïde de la ceinture principale. Il a été découvert le 26 septembre 1960 à l'Observatoire Palomar par Cornelis Johannes van Houten, Ingrid van Houten-Groeneveld et Tom Gehrels. Il présente une orbite caractérisée par un demi-grand axe de 2,43 UA, une excentricité de 0,19 et une inclinaison de 3,1° par rapport à l'écliptique.
Il porte le nom du sculpteur allemand Tilman Riemenschneider (vers 1460-1531).

## Compléments